# Strada nazionale 8 (Paraguay)
La strada nazionale PY08 "Dottor Blas Garay" (Ruta Nacional PY08 "Doctor Blas Garay") è una strada statale paraguaiana che unisce la località di Coronel Bogado, nei pressi di Encarnación, nel sud del Paese, alla cittadina di Bella Vista Norte, presso la frontiera con il Brasile. Oltre la frontiera brasiliana prosegue come BR-060.